# Rio Open 2020
Rio Open 2020 — тенісний турнір, що проходив на ґрунтових кортах у місті Ріо-де-Жанейро, Бразилія з 17 до 23 лютого. Належав до категорії ATP 500.

## Фінальна частина

### Одиночний розряд
Крістіан Гарін —  Джанлука Маґер 7–6(7–3), 7–5

### Парний розряд
Марсель Гранольєрс /  Орасіо Себальйос —  Сальваторе Карузо /  Федеріко Гайо 6–4, 5–7, [10–7]